# Carex shanghangensis
Carex shanghangensis là một loài thực vật có hoa trong họ Cói. Loài này được S.Yun Liang mô tả khoa học đầu tiên năm 1996.